# Rahma Mastouri
Rahma Mastouri (sinh năm 1999 tại Tunis) là một vận động viên thể dục nghệ thuật Tunisia. Cô đại diện cho Tunisia tại Thế vận hội Trẻ mùa hè 2014 

## Lịch sử thi đấu

### 2014
Mastouri xếp thứ 11 tại Giải vô địch thiếu niên châu Phi, do đó đủ điều kiện tham dự Thế vận hội Olympic trẻ.

### Thế vận hội trẻ
| Vận động viên        | Nội dung            | Bộ máy | Bộ máy | Bộ máy | Bộ máy | Tổng | Hạng |
| Vận động viên        | Nội dung            | F      | V      | UB     | BB     | Tổng | Hạng |
| -------------------- | ------------------- | ------ | ------ | ------ | ------ | ---- | ---- |
| \| Rahma Mastouri \| | Trình độ chuyên môn |        |        |        |        |      |      |
| Rahma Mastouri       |                     |        |        |        |        |      |      |